# Syllepte trizonalis
Syllepte trizonalis là một loài bướm đêm trong họ Crambidae.